# Un novio para dos hermanas
Un novio para dos hermanas é um filme de comédia mexicano dirigido por Luis César Amadori e produzido por Roberto Gómez Bolaños. Lançado em 1967, foi protagonizado pela dupla humorística Aurora Bayona e Pilar Bayona.

## Elenco
- Pilar Bayona - Pili García
- Aurora Bayona - Mili García
- Joaquín Cordero - Rodolfo Cáceres
- Ángel Garasa - Ángel de los Ríos
- Fernando Luján - Martínez Dávila
- Sara García - Sra. Cáceres
- Angelines Fernández - Professora de Piano